# Szajoli vasúti baleset
A szajoli vasúti baleset a magyar vasút történetének egyik legsúlyosabb balesete volt 1994. december 2-án, amikor 16 óra 46 perckor kisiklott a Szajol állomáson áthaladó Nyíregyháza–Nyugati pályaudvar között közlekedő gyorsvonat második kocsija, majd a kocsik kb. 110 km/h-s sebességgel egymásba, illetve az állomásépületbe rohantak. 27-en a helyszínen vesztették életüket, négyen a kórházban haltak meg, 52-en pedig kisebb-nagyobb sérüléseket szenvedtek. Az áldozatok közül a legidősebb 84, a legfiatalabb alig 8 éves volt.

## A baleset okai
A balesetet emberi mulasztás okozta. A vonat érkezése előtt negyedórával az első vágányon szabálytalan tolatást végeztek. A váltók ekkor már át voltak állítva a második vágányra, amelyen a gyorsvonatnak át kellett volna haladnia. Tolatáskor a tolató szerelvény váltófelvágást hajtott végre (tehát kerekeivel átállította a váltót), így az visszaállítódott az első vágány irányába, amiről a forgalomirányítás nem tudott, és a tolatást végzők sem ellenőrizték a váltók állását a felvágást követően. Ennek következtében a gyorsvonat az egyenes haladásnál engedélyezett sebességgel (körülbelül 110 km/h) érkezett a ténylegesen kitérő állású váltóra, ami ebben az állásban legfeljebb 40 km/órás sebességgel lett volna járható. A mozdony (V43 1360) és az első kocsi kitért és haladt tovább az első vágányon, viszont a szerelvény többi kocsija kisiklott.
A Legfelsőbb Bíróság 1996 februárjában hozott ítéletet a balesetet okozók ügyében. A vasúti közlekedés halálos tömegszerencsétlenséget okozó, gondatlan veszélyeztetéséért Szűcs Ferenc váltókezelőt öt és fél év, Farkas István tolatásvezetőt két év, Illyés Ferenc kocsirendezőt pedig másfél év fogházbüntetésre ítélte a bíróság. (Szűcs három év letöltése után kegyelemmel szabadult.) A MÁV az elhunytak hozzátartozóinak, a sérülteknek és az anyagi veszteséget szenvedetteknek – összesen 96 esetben – fizetett kártérítést. Az esetenkénti összeg 20 ezertől 6 millió forintig terjedt.
1996. június 29-én avatták fel az áldozatok emlékét őrző emlékművet a vasútállomáson, amelyet Kő Pál szobrászművész és Balikó Gyula iparművész alkotott. Az emlékmű felirata: „Öregedni ők nem fognak, mint azok, akik megmaradtak, aggkor nem sorvasztja, utókor nem hibáztatja, amikor a Nap lenyugszik vagy a hajnal megérkezik emlékeink megőrzik őket.”
A balesetben 27-en veszítették életüket a helyszínen, később még négyen kórházban hunytak el (a lista abc sorrendben tartalmazza a 4-én estig azonosított 25 főt, az elhunytak száma ekkor már 29 főre emelkedett):
1. Bagdi Jenőné, 46 éves, biharnagybajomi
2. Balogh Katalin, 18 éves, törökszentmiklósi
3. Bekő Andrea, 19 éves, nagykőrösi
4. Csók Noémi, 19 éves, nyíregyházi
5. Darcsi Margit, 84 éves, budapesti
6. Havasi Gyuláné, 65 éves, budapesti
7. Herczeg Károlyné, 57 éves, budapesti
8. Juhász Józsefné, nyíregyházi
9. Károlyi Magdolna, 8 éves, kisújszállási
10. Király Károly, hajdúsámsoni
11. Kujbini Diala Gyula, ukrán állampolgár
12. Magyar János, 45 éves, szajoli
13. Maksa Sarolta, 21 éves, ceglédi
14. Márföldi Péter, 19 éves, nyíregyházi
15. Márkus Mária, 18 éves, nyíregyházi
16. Nagy Roland, 17 éves, debreceni
17. Nagy Sarolta Adrienn, 17 éves, budapesti
18. Nagy Szilvia, 28 éves, szentendrei
19. Nemes Ferencné, 41 éves, berettyóújfalui
20. Pádár Tünde, 17 éves, szolnoki
21. Seremetné Kunyi Krisztina, 20 éves, debreceni
22. Sólyom Emma, 29 éves, hajdúsámsoni
23. Szabó Gabriella, 19 éves, tiszavasvári
24. Szádvári Ágnes, 21 éves, jászboldogházi
25. Zima Katalin, 18 éves, dunakeszi

- Bedő Gábor, 20 éves, feltehetőleg budapesti[forrás?]
- Földesi Lajos, 58 éves, biharnagybajomi[forrás?]
- 30. egy idős asszony (a szolnoki Hetényi Géza Kórházban térdműtét közben hunyt el december 21-én)
- 31. egy 19 éves debreceni egyetemista lány (a szolnoki Hetényi Géza Kórházban intenzív ápolás közben hunyt el december 29-én)

## Az emlékmű képei

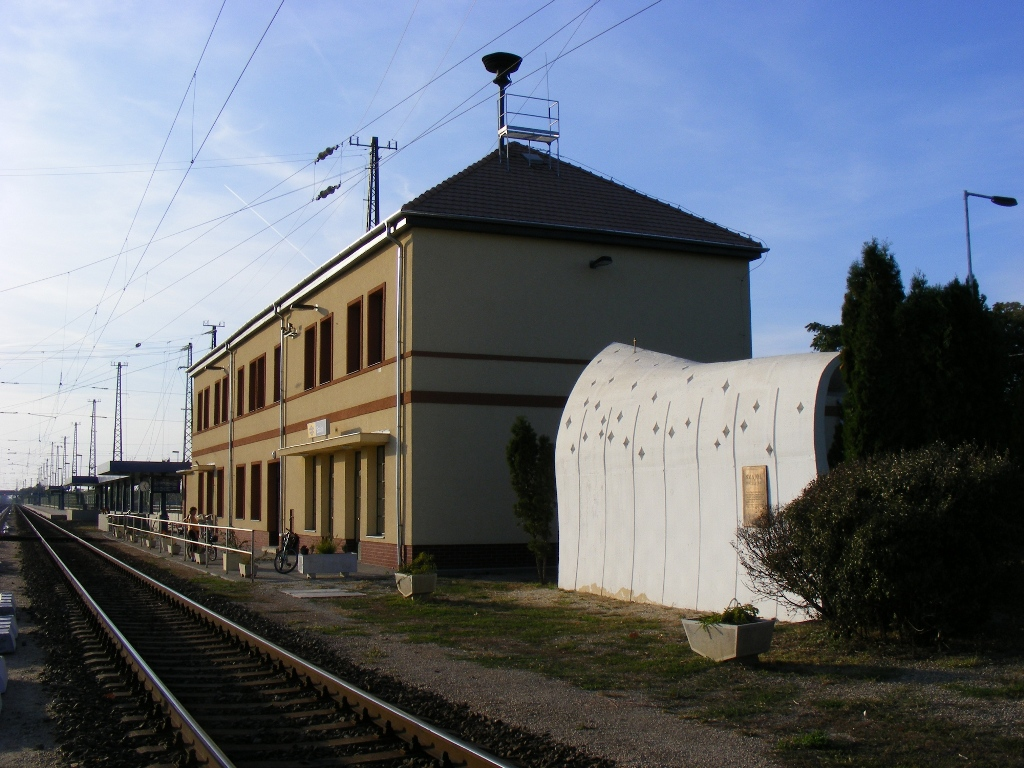
Az emlékmű a felújított állomásépület mellett
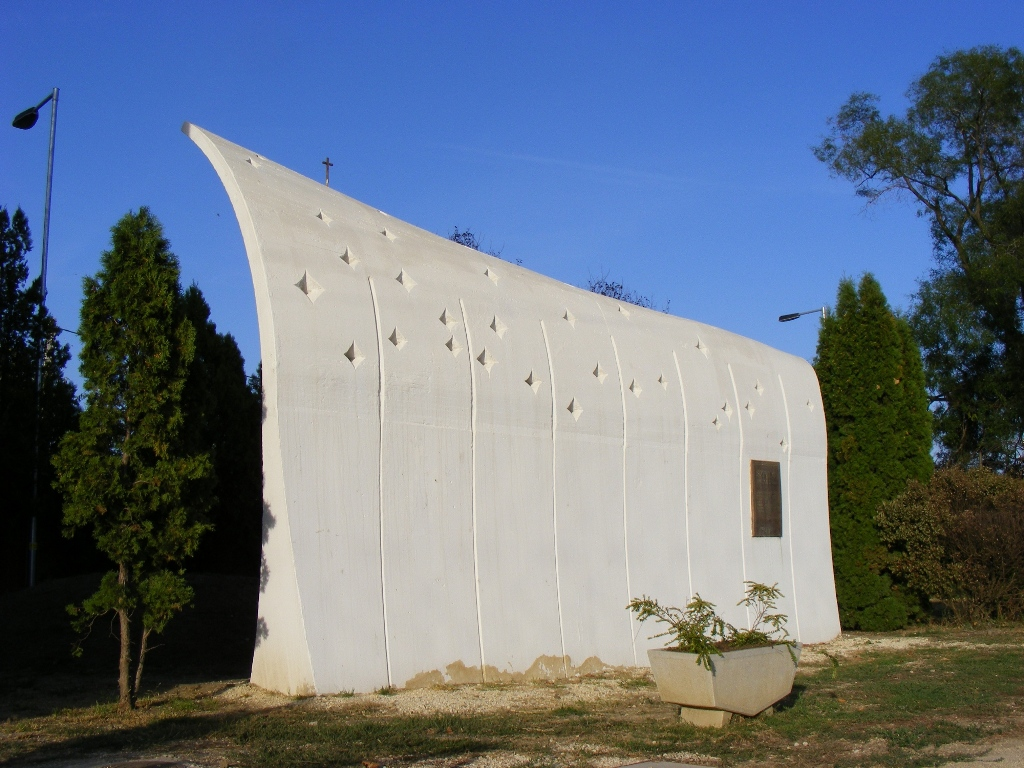
Emlékmű
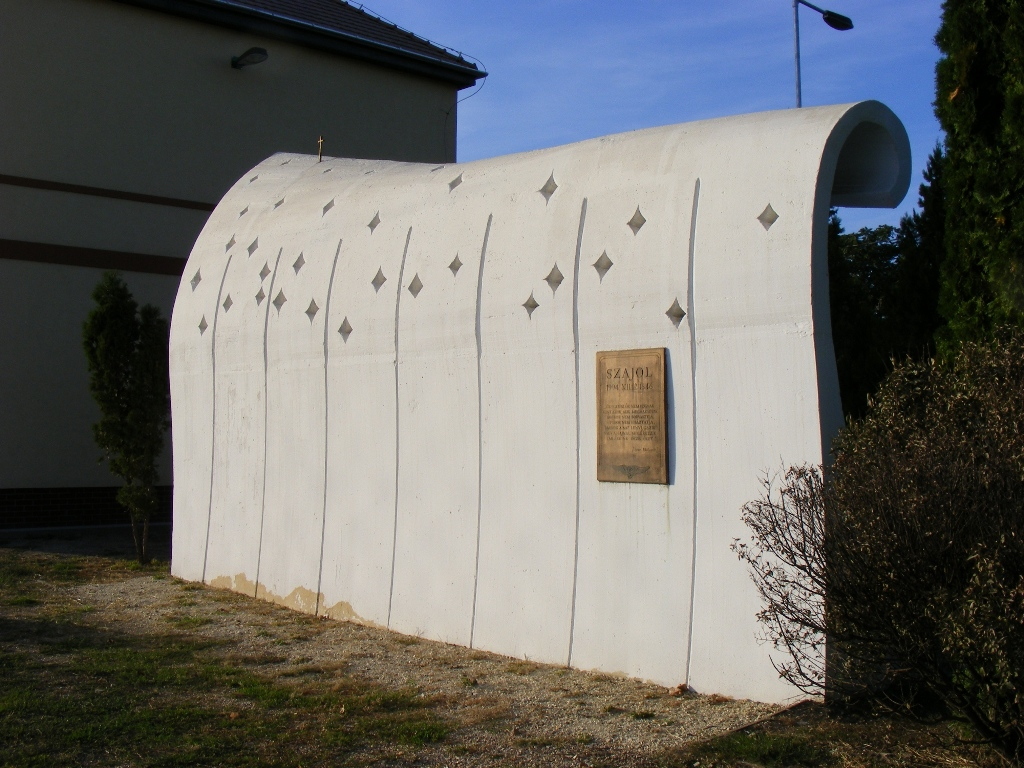
Emlékmű
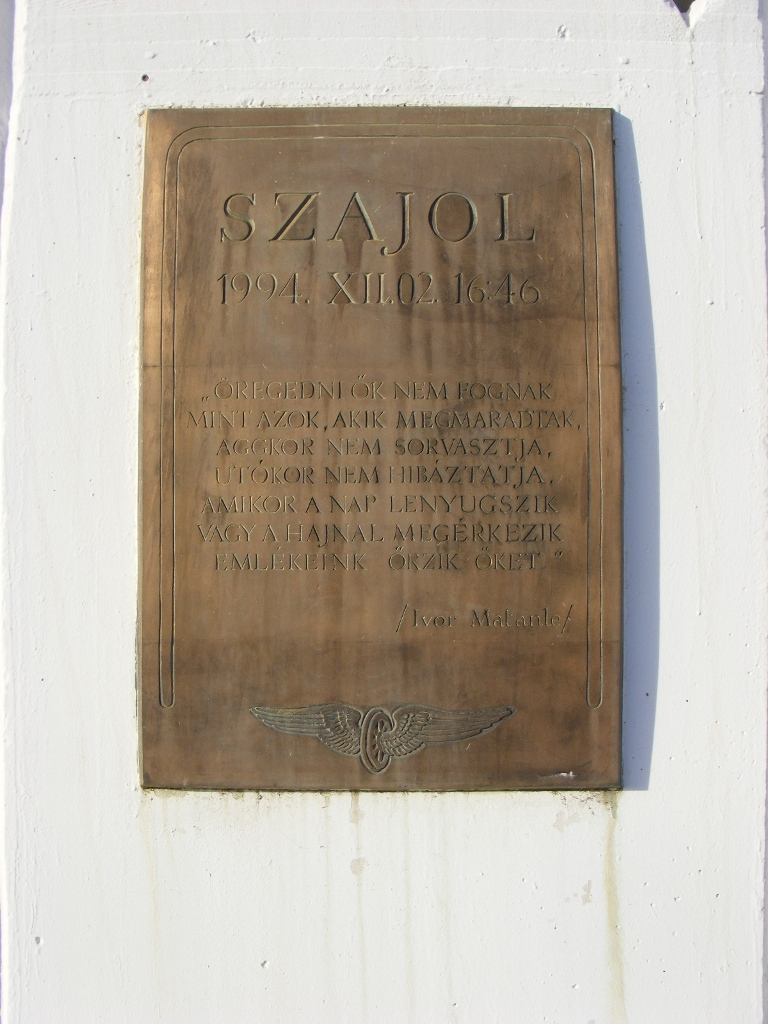
Emléktábla